# Llista de preposicions del llatí
Aquesta pàgina conté una llista de les preposicions llatines.
- Les preposicions llatines requereixen que el nom al que precedeixen tingui un cas acusatiu o ablatiu, tot i que de vegades pot precedir un cas genitiu.
- En general, cada preposició apareix amb un sol cas. Algunes «preposicions dobles» prenen acusatiu o ablatiu depenent del sentit que tingui el sintagma preposicional.

| Preposició | Significat                          | Significat                                                      | Significat                               |
|            | amb acusatiu                        | amb ablatiu                                                     | amb genitiu                              |
| ---------- | ----------------------------------- | --------------------------------------------------------------- | ---------------------------------------- |
| ab, ā      |                                     | des de [al costat de] per (complement agent amb la veu passiva) |                                          |
| absque     |                                     | sense                                                           |                                          |
| ad         | cap a                               |                                                                 | al costat de                             |
| adversus   | en direcció a                       |                                                                 |                                          |
| ante       | davant, davant de                   |                                                                 |                                          |
| apud       | entre, al costat de                 |                                                                 |                                          |
| causā      |                                     |                                                                 | a causa de, a fi de, amb la finalitat de |
| circā      | prop de, sobre quelcom              |                                                                 |                                          |
| circiter   | sobre quelcom                       |                                                                 |                                          |
| circum     | al voltant de                       |                                                                 |                                          |
| cis        | d'aquest costat                     |                                                                 |                                          |
| citrā      | d'aquest costat                     |                                                                 |                                          |
| clam       |                                     | d'amagat de                                                     |                                          |
| cōram      |                                     | en presència de                                                 |                                          |
| contrā     | (en) contra de                      |                                                                 |                                          |
| cum        |                                     | amb                                                             |                                          |
| dē         |                                     | sobre, sobre quelcom, d'acord amb                               |                                          |
| ergā       | cap a (de relació)                  |                                                                 |                                          |
| ergō       |                                     |                                                                 | a causa de, en conseqüència de           |
| ex, ē      |                                     | des de [l'interior de quelcom]                                  |                                          |
| extrā      | fora de                             |                                                                 |                                          |
| gratiā     |                                     |                                                                 | a fi de, amb la finalitat de             |
| in         | cap a [dins de]                     | a (català oriental) en (català occidental)                      |                                          |
| infrā      | per sota de                         |                                                                 |                                          |
| inter      | entre                               |                                                                 |                                          |
| intrā      | per dins de                         |                                                                 |                                          |
| (intus)    |                                     | a l'interior de                                                 |                                          |
| iuxtā      | al costat de                        |                                                                 |                                          |
| ob         | per causa de, enfront de, davant de |                                                                 |                                          |
| palam      |                                     | en presència de                                                 |                                          |
| penes      | en poder de                         |                                                                 |                                          |
| per        | a través de, per mitjà de, durant   |                                                                 |                                          |
| pōne       | darrere de                          |                                                                 |                                          |
| post       | després de                          |                                                                 |                                          |
| prae       |                                     | davant de, abans de                                             |                                          |
| praeter    |                                     | per davant de                                                   |                                          |
| prō        |                                     | en favor de, per                                                |                                          |
| procul     |                                     | lluny de                                                        |                                          |
| prope      | prop de                             |                                                                 |                                          |
| propter    | per causa de; prop de               |                                                                 |                                          |
| secundum   |                                     | segons                                                          |                                          |
| simul      | juntament amb; al mateix temps      |                                                                 |                                          |
| sine       |                                     | sense                                                           |                                          |
| sub        | baix (amb moviment)                 | baix (en repòs)                                                 |                                          |
| subter     | baix                                | baix (només en poesia)                                          |                                          |
| super      | damunt (amb moviment)               |                                                                 |                                          |
| suprā      | damunt de                           |                                                                 |                                          |
| tenus      | fins a                              |                                                                 | fins a                                   |
| trans      | a través de                         |                                                                 |                                          |
| ultrā      | més enllà de                        |                                                                 |                                          |
| usque ad   | fins a                              |                                                                 |                                          |
| versus     | cap a                               |                                                                 |                                          |